# Nils Berntsen
Nils Berntsen (17 gennaio 1901 – 31 maggio 1929) è stato un calciatore norvegese, di ruolo centrocampista.

## Carriera

### Club
Berntsen giocò con la maglia del Lyn Oslo.

### Nazionale
Conta una presenza per la Norvegia. Il 15 giugno 1924, infatti, subentrò a Gunnar Andersen nella sconfitta per 0-2 contro la Germania.